# Slow Fork
Der Slow Fork (englisch für „langsam fließender Quellfluss“) ist der rechte Quellfluss des East Fork Kuskokwim Rivers im US-Bundesstaats Alaska.

## Verlauf
Der Slow Fork entspringt auf etwa 400 m Höhe im Südosten der Slow Fork Hills. Er fließt anfangs nach Norden, später wendet er sich nach Nordwesten und schließlich nach Westen. Er umfließt dabei das in der Tanana-Kuskokwim-Niederung gelegene Hügelland der Slow Fork Hills. Der Slow Fork trifft nach ungefähr 120 Kilometern auf den weiter südlich verlaufenden Tonzona River. Die beiden Flüsse bilden ein Geflecht aus mehreren Flussarmen, die sich letztendlich zum East Fork Kuskokwim River vereinigen. Der Slow Fork bildet entlang seinem Flusslauf unzählige Flussschlingen und Altarme aus und verzweigt sich dabei streckenweise in mehrere Flussarme. Das Einzugsgebiet des Slow Fork erstreckt sich ausschließlich über die Tiefebene, während der Tonzona River von den Gletschern der Alaskakette gespeist wird.  